# 塞羅尼亞
塞羅尼亞是拉脫維亞的一個文化區域，位於瑟米加利亞的東部地區。塞羅尼亞地區的最大城市和文化中心是葉卡布皮爾斯。塞羅尼亞地區使用拉特加萊語，有自己的獨特文化。